# Position dépressive
 (décembre 2014).
La position dépressive définit, en psychanalyse, une phase survenant vers le quatrième mois de vie du nourrisson décrite par la psychanalyste britannique Melanie Klein. 

## Définition
La position dépressive est un moment important de la maturation du Moi chez le jeune enfant sans langage, ou infans. Des causes tant extérieures qu'internes peuvent l'activer. L'accès à la position dépressive, initialement, est la capacité de surmonter la position paranoïde-schizoïde, dont les traits sont proches de la psychose. Le fonctionnement mental du bébé, alors comparable à une psychose, devient proche de traits observables dans la dépression – bien que la comparaison du pathologique au développement normal reste limitée. La préoccupation du nourrisson, qui selon cette théorie passe d'une position à l'autre, change alors radicalement. 
Concrètement, le nourrisson commence par reconnaitre sa mère. Mais bientôt, il reconnaitra différents membres de son entourage, comme son père. Cette reconnaissance de la personne est un point d'importance, mais la position dépressive étudie plutôt l'aspect intrapsychique de cette reconnaissance, la dynamique qui lui est associée et qui constitue une attitude mentale se manifestant toute la vie, mais plus particulièrement dans les épisodes dépressifs. Grossièrement, une première identité du nourrisson se constitue ; l'approche théorique mettra donc en relation reconnaissance de l'autre et reconnaissance de soi.

## Concept

### Mélancolie
Sigmund Freud avait déjà évoqué la mélancolie, dans Deuil et mélancolie. Karl Abraham en approfondit l'étude et considéra qu'il existait une « dépression primaire ». Mais c'est Melanie Klein qui introduisit le concept de « position dépressive » en 1934. Elle décrira, huit ans plus tard, une autre position du psychisme, plus précoce : la « position paranoïde-schizoïde ». Ces deux propositions forment des concepts centraux de l'œuvre de Melanie Klein.

### Position
La notion de position apparaît chez Klein dès 1928, elle est à distinguer de celles de phases ou de stade au sens de développement psycho-sexuel tel que Freud l'avait notamment décrit dans ses Trois essais sur la théorie sexuelle. D'après Willy Baranger ce changement de terme n'est pas fortuit, la position est à entendre comme faisant référence à une « organisation situationnelle qui se met en place en réponse à un type d'angoisse spécifique. » Cette notion est centrale dans œuvre de Klein parce qu'elle se réfère à une situation impliquant la totalité de la vie psychique : « Au cours de l'analyse, on observe que toute amélioration de la position libidinale du patient est due à une diminution de son angoisse et de sa culpabilité, et ceci a pour conséquence de provoquer de nouvelles transactions. » « Le développement sexuel de l'enfant se réalise au prix de laborieuses oscillations entre diverses positions et s'élabore à partir de nombreuses transactions interdépendantes du Moi avec le surmoi et le ça, qui traduisent les efforts du Moi pour dominer l'angoisse.. Elle précise encore: (…) Le terme de « phase psychotique » n'est vraiment pas satisfaisant. J'utilise maintenant le terme de « position » pour parler des angoisses et des défenses psychotiques typiques du premier développement de l'enfant. Ce terme plutôt que celui de « mécanisme » ou de « phase », me paraît mieux rendre compte des différences qui existent entre les angoisses psychotiques du développement de l'enfant et les psychoses de l'adulte: je pense par exemple, à cette mutation si caractéristique de l'enfant, par laquelle une attitude de persécution ou un sentiment de dépression se transforment rapidement en une attitude normale. » Par la suite, Melanie Klein a multiplié et généralisé les « positions » parlant de positions « paranoïdes », « maniaques » et même de position « obsessionnelle » avant d'en arriver à la claire distinction entre position schizo-paranoïde et position dépressive comme actuellement connue. « Il y a deux ensembles de peurs, de sentiments et de défenses qui, malgré leur diversité interne et l'intimité du lien qui les unit, à mon sens, peuvent être isolés l'un de l'autre pour plus de clarté théorique. Le premier ensemble de sentiments et de fantasmes est celui des persécutions; il est caractérisé par la peur que le moi ne soit détruit par les persécuteurs internes. Les défenses contre cette peur consistent essentiellement dans la destruction des persécuteurs par des méthodes violentes ou bien sournoises et déloyales. Le second ensemble de sentiments qui va constituer la position dépressive, je l'ai décrit précédemment sans lui donner de nom. Aujourd'hui, je propose d'employer, pour nommer ces sentiments de tristesse et inquiétude à l'égard des objets aimés, cette peur de les perdre et cette attente anxieuse de les retrouver, un mot simple qui vient du langage commun : la nostalgie (pining) de l'objet aimé ». Bref : la persécution (par les « mauvais » objets) et les défenses caractéristiques qui s'y opposent d'un côté et la « nostalgie » de l'objet aimé (du « bon » objet) de l'autre, constituent la position dépressive.
Les deux positions se manifestent rarement sous une forme pure. Selon Baranger il faut se les représenter comme des « pôles idéaux qui permettent d'organiser les expériences et d'orienter les interprétations, même si, la plupart du temps, ils se présentent cliniquement sous une forme combinée. » « Je choisis le terme de « position » pour désigner les phases paranoïdes et dépressive parce que ces groupements d'angoisses de défenses, bien qu'ils se produisent pour la première fois au cours des tout premiers stades, ne se limitent pas à ceux-ci, mais reviennent et se reproduisent durant les premières années de l'enfance et, dans certaines circonstances, au cours de la vie ultérieure. »

## Métapsychologie kleinienne
Si elle étudie la vie psychique la plus précoce, Klein ne s'intéresse cependant pas seulement à la relation mère-enfant en tant que telle mais à ce qu'elle produit dans la réalité psychique fantasmatique du nourrisson. Pour elle, toute expérience relationnelle, notamment celle de l'enfant et de sa mère, se double d'une intériorisation fantasmatique psychique soumise aux lois de "sa" métapsychologie régie par les angoisses du dualisme pulsion de vie - pulsion de mort.

### Caractéristiques
L'accès à la position dépressive implique la possibilité de l'élaboration d'un fonctionnement intégré à partir de la position paranoïde justement définie par une forte fragmentation de la vie psychique. La mère sera donc reconnue. Le clivage de l'objet s'assouplit : là où il y avait un bon sein et un mauvais sein, selon le schéma de l'objet partiel, le bébé commence à intégrer sa mère comme une personne aux différents aspects, et notamment à la fois satisfaisante et frustrante, rassurante et inquiétante, parfois présente et parfois absente. Ces différentes facettes de l'objet ont de moins en moins pour conséquence le clivage, la segmentation de l'objet, de la personne de la mère, en mille morceaux inassimilables. Il y a donc accès à la relation d'objet propre à l'objet total. 
Dans la position paranoïde, il y a très forte identification à l'objet idéal. Cette identification gratifiante, rassurante, permet par la suite que la projection du mauvais à l'extérieur, l'attribution du néfaste au-dehors, à l'environnement, diminue. Le moi-plaisir (tel que décrit par Freud) permet, par la réponse qu'il apporte à l'état de détresse, de tolérer des pulsions hostiles comme siennes. Il y a de fait réduction du morcellement de l'identité du nourrisson : le clivage du moi diminue. Le Moi, qui existait jusque-là sous une forme  très archaïque, souffre de moins de clivages. Le Moi lui-même s'avère à la fois source de satisfaction et de détresse : le clivage du moi se réduit. De même que la projection faiblit, l'introjection, assimilation d'un trait jusque-là perçu au-dehors comme soi, devient plus importante. Cette attitude psychique correspond à une plus grande préoccupation pour la réalité externe, qui se révèle comme précieuse. Ces mécanismes sont donc une reconnaissance de la dépendance. La mère se distingue comme objet d'attachement. Si l'angoisse était, dans la position paranoïde-schizoïde, de nature psychotique (angoisse de mort, de persécution), elle se modifie. L'accès à l'ambivalence, soit la capacité de reconnaitre en soi les tendances mauvaises, ainsi que l'accès à la reconnaissance de la dépendance à la mère, modifient la nature de l'angoisse, qui se colorie d'une tonalité dépressive. L'angoisse dépressive est crainte de tuer fantasmatiquement l'objet, donc de le perdre. 
Cette coloration de l'angoisse est une clé pour qui veut comprendre les défenses liées à la position dépressive. Il faut de nouveau noter que cette position n'est pas seulement un stade mais bien une attitude présente la vie durant, puisque l'angoisse dépressive demeure.

### Défenses
Du fait de la crainte que l'objet ne soit perdu, les défenses face à la position dépressive sont spécifiques à ce processus. Les mécanismes de défense sont de deux types : la réparation et la défense maniaque. Il faut cependant considérer que si la position dépressive se définit par opposition au stade plus précoce, la maturation du Moi, presque synonyme d'une constitution de cette instance psychique, par un deuil, indique une portée large de l'étude de ces défenses. La position dépressive serait en elle-même une défense…
Il s'agit de réparer l'objet interne maternel, fantasmatiquement endommagé par l'agressivité (pulsion de mort - objets persécuteurs).
C'est à partir de là que l'objet idéal interne pourra se constituer. La réalité extérieure va contribuer à cette réparation par la présence de la mère. Le fait qu'elle ne disparaisse pas va diminuer la croyance du nourrisson en la toute-puissance de son hostilité ; Winnicott parle de « la survivance de l'objet ». Dans le cas contraire, si la mère se déprime, ne survit pas, la dépression reste sous-jacente et de nombreuses pathologies adultes se déclarent à la suite de la perte d'un être aimé.
« La réparation » suppose donc une continuité « suffisante » de la présence maternelle, à la fois sur le plan qualitatif et sur le plan quantitatif.
Alors que la position paranoïde rappelle les psychoses schizophréniques et paranoïaques, ce type de défense montre le parallèle entre une position infantile et la psychose maniaco-dépressive.

## D'une relation à une utilisation de l'objet
Là où Freud notait déjà que l'objet naît dans la haine, Donald Winnicott reprendra la théorie de Melanie Klein avec une compréhension qui lui est propre. Winnicott ne considère pas tant une pulsion de mort. Chez Klein, cette pulsion est fondamentale. Mais Winnicott choisit de reprendre le terme de relation d'objet dans le sens d'un premier rapport à autrui, dans lequel justement le statut de l'autre n'est pas reconnu. L'objet n'est pas conçu dans sa vie propre, ce qui correspond peu ou prou à l'idée que propose Klein d'une difficile élaboration d'un objet total. Pour Winnicott, la relation d'objet ne peut aboutir que si la haine amène l'infans à craindre d'avoir endommagé l'objet. Il faut que la haine amène à penser que l'objet n'a pas pu survivre, qu'il a disparu, que la haine l'a achevé. Alors seulement il sera possible de constater que l'autre revient, fait retour, qu'il appartient donc à la réalité extérieure et qu'il a sa vie ; l'objet se révèle alors solide et indépendant. C'est ce qui peut amener l'enfant à considérer un objet utilisable, un objet utilisable qui soit solide et satisfaisant ; ce que Winnicott appelle le passage de la relation d'objet à l'utilisation de l'objet. Il ne faut pas ici voir le terme d'utilisation de l'objet, là où l'objet est quelqu'un, comme négatif : il s'agit plutôt de montrer en quoi l'autre peut émerger dans toute sa signification. En une phrase, l'autre prend tout son sens du fait d'avoir survécu à la haine qui lui est portée.
Pour Donald Meltzer, la position dépressive ne fait pas suite à la position paranoïde-schizoïde. Elle est première. La position dépressive implique une difficulté psychique telle qu'elle provoquera des défenses qui donneront lieu à la mise en place de la position paranoïde. Seulement après ces mécanismes pourront prendre des formes moins violentes et aboutir à des symptômes plus élaborés. Que la position dépressive soit première ou non, l'enseignement de Donald Meltzer est celui d'un drame psychique. La position dépressive ne peut pas se présenter comme un facile dénouement d'une position antérieure, mais bien comme un ensemble particulièrement insupportable. L'enjeu est bien de dégager l'aspect fondamental de cette position psychique.